# Biomorphisme

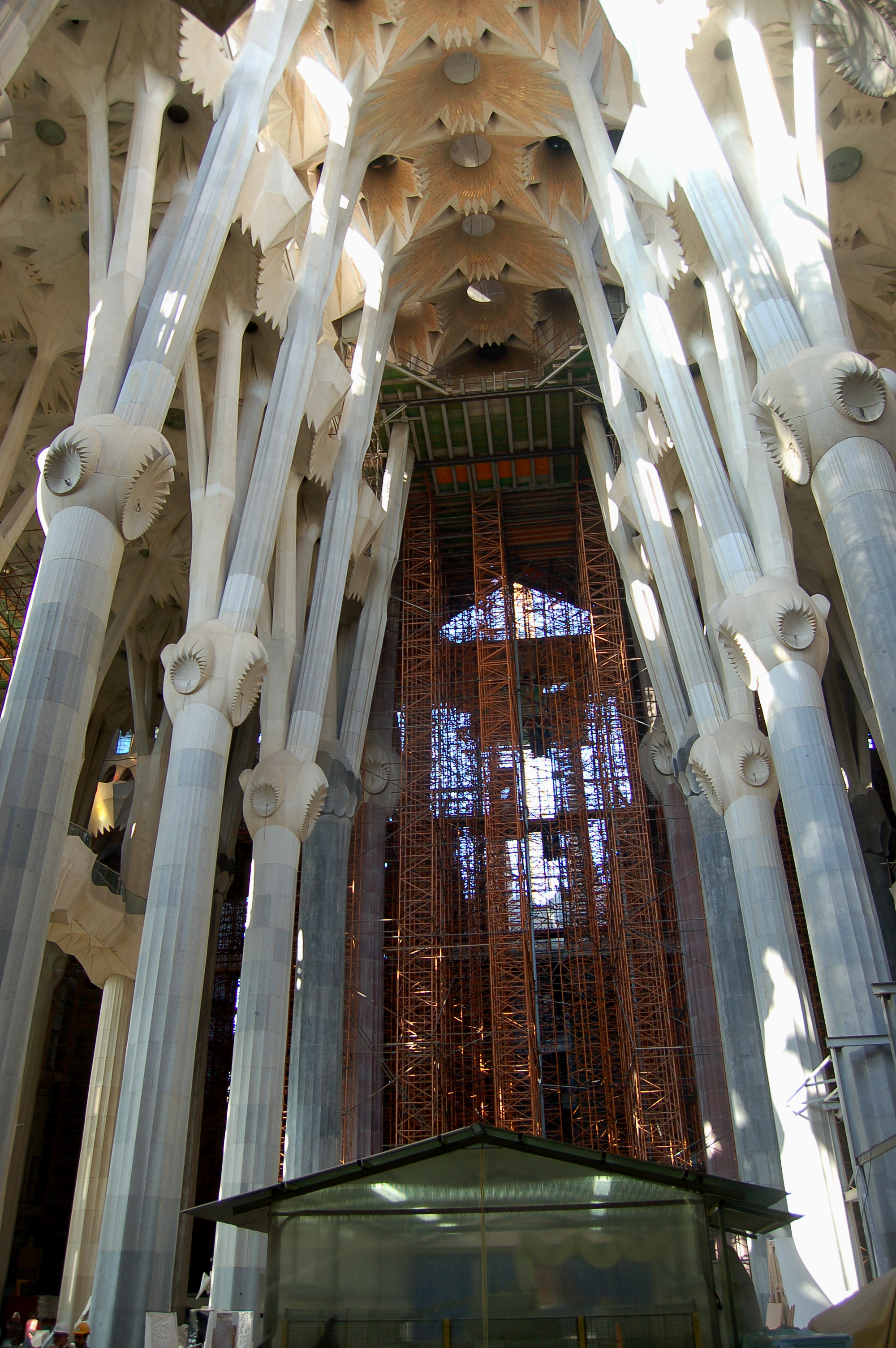
Les colonnes arborescentes de la Sagrada familiale, chef-d'œuvre de Gaudí, un système innovant et jamais utilisé jusqu’alors, où les charges se transmettent à travers les ramifications, des colonnes jusqu’au sol. Inspiré de la nature.

Le biomorphisme (bio de « biologie » ; morph : application d'un ensemble dans un autre qui conserve la « forme », application compatible avec les structures ; « isme » : doctrine – pensée ; morphisme : morphologie, morphe, forme) est une tendance artistique qui se manifeste au cours de la première moitié du XXe siècle. Il possède des affinités avec le Surréalisme et l'Art nouveau. Contrairement au surréalisme, il ne désigne pas un groupement artistique, il n'a eu ni chef de file ni manifeste.
Les œuvres de cette tendance ont l'aspect de la vie, elles sont dotées de formes végétales, animales ou humaines. Visuellement les courbes et les lignes souvent irrégulières sont omniprésentes et marquent le changement ; les œuvres abstraites précédentes étant plus rigides et orthogonales.
Alfred Cort Haddon utilise le mot « Biomorphique » ou "biomorphe" pour la première fois dans son ouvrage « Evolution in art » publié en 1895. Le terme est pendant longtemps resté dans une tradition intellectuelle anglo-américaine. Son acceptation en France est lente pour diverses raisons.
La période est saturée de noms de mouvements tels que naturalisme, impressionnisme, pointillisme, post-impressionnisme, expressionnisme, fauvisme, cubisme, constructivisme, super-réalisme. Lorsque le Biomorphisme apparaît, les néologismes sont préférés à la conception de nouveaux mots. On préfère souvent employer le terme « Organique ». En 1930 Jean Arp et Joan Miro, surréalistes et artistes abstraits, infléchissent vers le biomorphisme. En 1936 Alfred Barr dans l'exposition du « Cubism And Abstract Art» il remplace le terme de « Biomorphisme » par l'« Abstraction non-géométrique ». Les architectes du premier modernisme, pour éviter les modèles historiques, s’inspirent de la nature et des sciences pour leurs recherches de forme. Ces formes biomorphes ayant pour but de créer un langage architectural par lequel la fonction des bâtiments serait compréhensible partout et à travers les siècles. Dans le deuxième moitié du XXe siècle quelques architectes emploient des formes suggérant des plantes ou des animaux.
Le biomorphisme transparaît parfois dans les nouvelles expressions architecturales telles que le néo-futurisme, la blob architecture ou dans la conception basée sur les combinaisons de nurbs : La Villa Nurbs en est une claire illustration. D'autres aspects du biomorphisme se retrouvent dans les projets d'architectes tels que Santiago Calatrava Valls, Zaha Hadid, Ephraim Henry Pavie.
Également, on note une tendance à l'introspection et à la délimitation des courants artistiques, le Biomorphisme apparaît comme une forme d'abstraction hybride ou imparfaite.
« L'art est un fruit qui pousse dans l'homme, comme un fruit sur une plante ou l'enfant dans le sein de sa mère. Mais tandis que le fruit de la plante prend des formes autonomes et ne ressemble jamais à un aérostat ou à un président en habit, le fruit artificiel de l'homme fait preuve la plupart du temps d'une ressemblance ridicule avec l'aspect d'autre chose. La raison suggère à l'homme qu'il est au-dessus de la nature, qu'il est la mesure de toutes choses. Ainsi l'homme pense pouvoir engendrer contre les lois de la nature tandis qu'il crée des monstres. [...] J'aime la nature, mais non ses succédants. L'art illusionniste est un succédant de la nature. ».

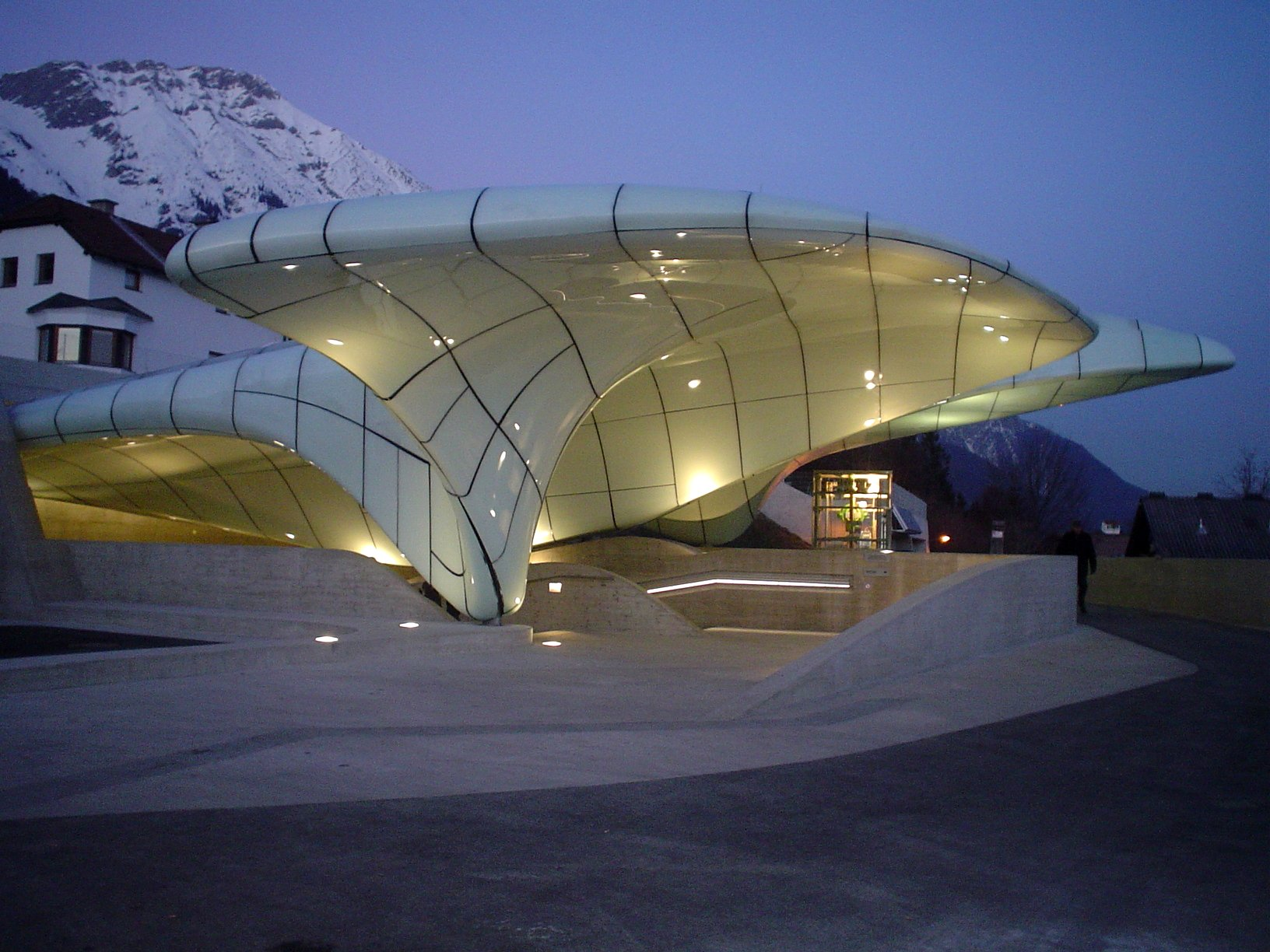
Station supérieure du funiculaire Hungerburgbahn à Innsbruck, de Zaha Hadid.
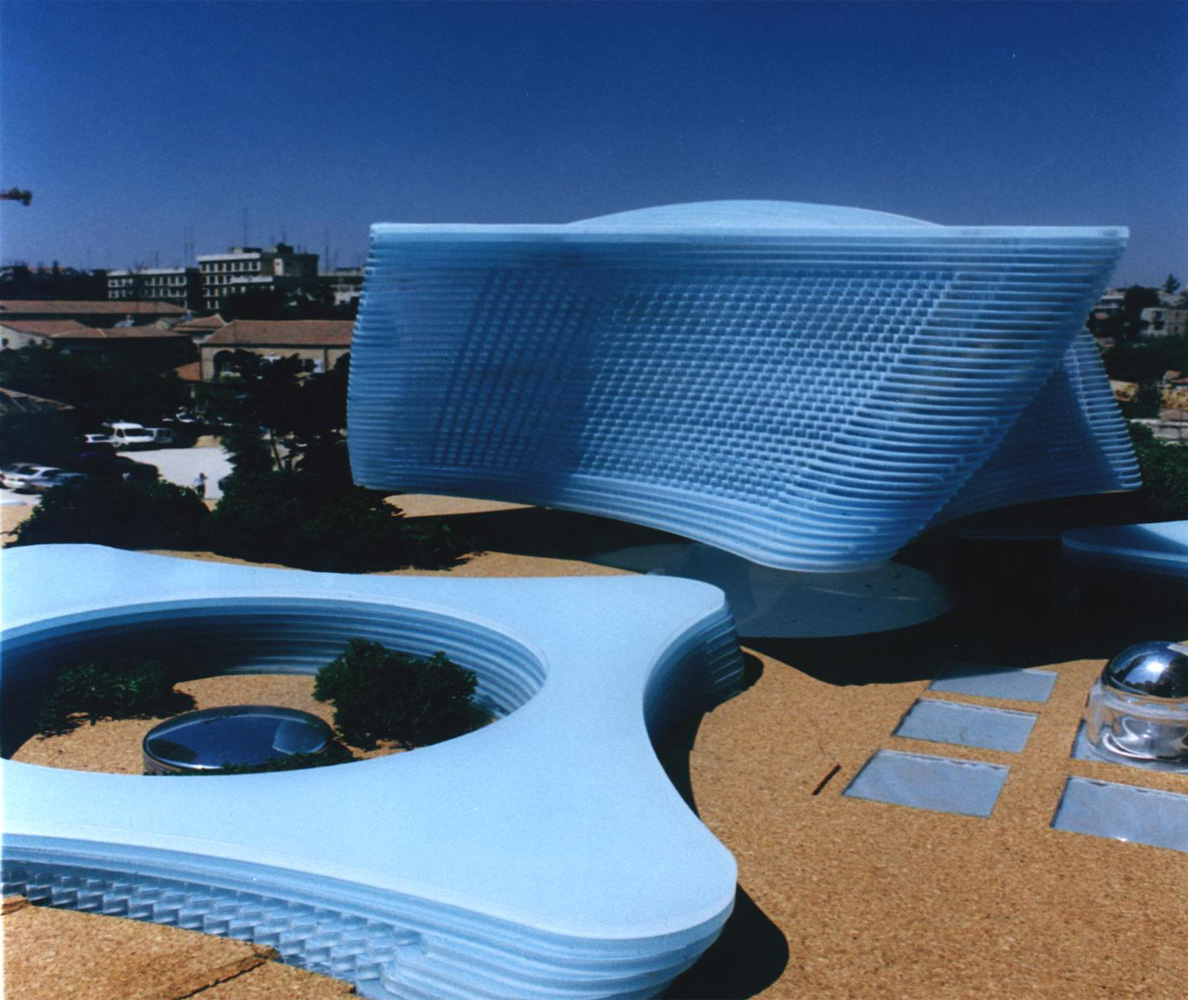
Musée Yaakov Agam, de Ephraim Henry Pavie.